# NGC 679
NGC 679 (другие обозначения — UGC 1283, MCG 6-5-12, ZWG 522.15, 5ZW 114, PGC 6711) — галактика в созвездии Андромеда.
Этот объект входит в число перечисленных в оригинальной редакции «Нового общего каталога».
Двойной радиоисточник в скоплении галактик Abell 262, возможно, связан с этой галактикой.
Галактика NGC 679 входит в состав группы галактик NGC 669. Помимо NGC 679 в группу также входят ещё 34 галактик.